# Органично изветряне
Органичното (биогенно) изветряне се дължи на разрушителното влияние на растенията и животните върху скалите. Тези действия се проявяват, от една страна, механично, например при растенията чрез растежа на кореновата им система, като корените проникват в скалните пукнатини, увеличават се по обем и упражняват силен натиск върху скалите. Те представляват непреодолима разрушителна сила, която действа непрекъснато и в значителна дълбочина. От друга страна, растенията се проявяват и химически – с органичните киселини, отделяни от корените им и въглената киселина, образувана при гниенето им.
В началото обикновено на повърхността на скалите се развиват микроорганизми – бактерии и микроскопични лишеи (особено върху скали, съдържащи калций). Лишеите се прикрепват и към съвсем голи и здрави скални маси. Особено очебийно изпъква дейността на лишеите върху гладките скални повърхности, които скоро след покриването им с тези организми стават грапави, проядени от малки вдлъбнатини. От лишеите се образува тънък пласт почва по скалната повърхност, върху която впоследствие се развива отначало мъхова, а след това тревиста растителност. Последната има вече много по-разрушителни действия върху скалата. С разширяване на диаклазите от физичното и химично действие на организмите скалата се разпада на късове.
Растенията се разлагат, като дават сероводород, хумусна и въглена киселина, които още повече разяждат скалната повърхност. След продължителен период на въздействие при достатъчна топлина и влага тревистата растителност изменя скалите и образува върху изветрителната покривка значително дебел пласт почва. Върху тази по-устойчива почвена покривка се развиват впоследствие храсти, дори и дървета. При процеса на изветрането на скалите от растителната и животинската тъкан се образуват различни свободни киселини, а когато липсва достъп на въздух, се образуват безкислородни вещества. Същевременно се образуват и гниещи вещества с тъмно оцветяване, наречени хумус, чието образуване е зависимо от климатичните, хидроложките и биохимичните условия на местността.
Пълната менерализация на органичната тъкан обикновено се извършва при участието на микроорганизми – бактерии и отчасти водорасли. Освен това бактериите вземат участие в кръговрата на сярата, фосфора и желязото, особено при разлагането на органичните вещества. Те вземат участие също така и при разлагането на минералните вещества. По този начин те се очертават в този вид изветряне като големи деятели, чието въздействие е било често пъти подценявано.
Животинските организми също вземат участие в промяната на скалите и преобразяват релефа. Важни разрушители на земната кора са къртиците, които постоянно преобразуват повърхната част на земната кора, дъждовните червеи, които разместват почвените частици, лалугерите, полските мишки. Голяма преобразувателна дейност под земната повърхнина вършат в тропическите области големите мравки – термити, с високите си надземни постройки, изградени от фините материали на изветрителната покривка. По крайбрежията се проявяват като големи разрушители на земната повърхнина мидите-каменоломки, както и всички други морски организми, които обитават крайбрежните води и крайбрежните скали.